# اوبیپیر-سور-اوب
اوبیپیر-سور-اوب (به فرانسوی: Aubepierre-sur-Aube) یک کمون در فرانسه است که در canton of Arc-en-Barrois واقع شده‌است. اوبیپیر-سور-اوب ۴۳٫۱ کیلومتر مربع مساحت دارد ۲۷۰ متر بالاتر از سطح دریا واقع شده‌است.